# Adicella danumensis
Adicella danumensis är en nattsländeart som beskrevs av Huisman och Andersen 1997. Adicella danumensis ingår i släktet Adicella och familjen långhornssländor. Inga underarter finns listade i Catalogue of Life.